# Carles Gumí i Prat
Carles Gumí i Prat (Barcelona, 26 de juny de 1963) és un director d'orquestra i compositor català. És el fill del fotògraf Jordi Gumí i Cardona (1930-2013). Va estudiar geologia a la Universitat de Barcelona i alhora composició amb Carles Guinovart (1941-2019).
L'any 2002 funda l'actual Schola Cantorum Universitaria Barcinonensis. El 2002 va prendre la direcció de la novament creada Orquestra Universitat de Barcelona (OUB) i director adjunt de la Jove Orquestra d'Intèrprets dels Països Catalans (OJIPC).

## Obres destacades

### Composicions
- Nadal cantata basada en un poema de Joan Maragall (2011)[8]
- Al murmuri de tes rieres, cançó per a cor, de l'àlbum Premis Catalunya de Composició Coral[9]
- Els Cingles de Tavertet (1999)[10]
- Remembrança (1995)[10]
- La Barca (1985), Premi Reus de composició per a corals infantils[11]

### Escrits
- Prat, Carles Gumí «Traïdoria: Poema simfònic per a una narració cruel (1893)». Revista Catalana de Musicologia, 14, 19-11-2021, pàg. 217–238. ISSN: 2013-3960.